# Мејодан (Северна Каролина)
Мејодан (енгл. Mayodan) град је у америчкој савезној држави Северна Каролина.

## Демографија
По попису из 2010. године број становника је 2.478, што је 61 (2,5%) становника више него 2000. године.
| Група             | 2000.         | 2010.         |
| Белци             | 2.042 (84,5%) | 2.080 (83,9%) |
| Афроамериканци    | 251 (10,4%)   | 255 (10,3%)   |
| Азијати           | 5 (0,2%)      | 5 (0,2%)      |
| Хиспаноамериканци | 97 (4,0%)     | 99 (4,0%)     |
| Укупно            | 2.417         | 2.478         |